# Baza danych sieci elektroenergetycznej
Baza danych sieci elektroenergetycznej – baza danych, która jest źródłem danych do prowadzenia wszelkiego rodzaju obliczeń sieciowych niezbędnych w praktyce eksploatacyjnej i w planowaniu rozwoju. 